# Libna
Libna este o localitate din comuna Krško, Slovenia, cu o populație de 135 de locuitori.